# Emil Friedrich von Pindter
Emil Friedrich von Pindter (* 19. Dezember 1836 in Ungarisch Hradisch; † 28. August 1897 in Berlin-Charlottenburg) war ein österreichischer Journalist.

## Leben
Ab 1865 war er politischer Informant im Dienst des österreichischen Ministerpräsidenten in Berlin. 1865 trat er in die Redaktion der „Norddeutschen Allgemeinen Zeitung“ ein. Ab 1866 war er stellvertretender und von 1872 bis 1894 Chefredakteur. 1872 wurde er preußischer Staatsangehöriger. Er starb 1897 und wurde auf dem Friedhof der St.-Matthias-Gemeinde (Berlin-Tempelhof) beigesetzt.

## Schriften (Auswahl)
- Der Feldzug von 1859. Das Vorspiel zu den Ereignissen von 1866 bis 1870. Berlin 1871.